# Justin Svoboda
Justin Svoboda (* 3. července 1979) je český herec, moderátor a vypravěč, jeden z prvních propagátorů storytellingu v Česku.
Po ukončení Arcibiskupského gymnázia absolvoval DAMU, herectví KALD. V letech 2002 až 2015 byl členem souboru Středočeského divadla Kladno – Lampion, vícekrát pohostinsky účinkoval v Dejvickém divadle, Divadle Na Fidlovačce, Státní opeře Praha, Divadle Na Zábradlí, v divadle Alfréd ve dvoře, aj.
Získal cenu Erik festivalu Přelet nad loutkářským hnízdem za nejlepší inscenaci a ocenění ocenění na festivalu Mateřinka za představení Dlouhý, Široký a Bystrozraký, byl v širší nominaci na cenu Alfréda Radoka za výkon v představení O rackovi a kočce a obdržel zvláštní cena festivalu Slavianský venec v Moskvě – inscenace Dobyvatel
Účinkoval ve vícero českých i zahraničních filmech, namátkou Hellboy (film), Jan Palach (film) i filmech a seriálech televizních Případy 1. oddělení, Bohéma (seriál), Zkáza Dejvického divadla, Sever (seriál)
V letech 2000–2014 byl činný jako produkční Festivalu komorní hudby v Českém Krumlově.
V roce 2015 moderoval Mistrovství světa IIHF v ledním hokeji 2015
Od roku 2015 je na volné noze a vedle hraní pomáhá rozvoji storytellingu.